# Essen (Adelsgeschlecht, Oldenburger Land)
Essen (auch Essene) ist der Name eines niedersächsischen Adelsgeschlechts.
Die hier behandelte Familie ist zu unterscheiden von mehreren anderen wappenverschiedenen, nichtverwandten Adelsgeschlechtern von Essen.

## Geschichte
Bei dem hier behandelten Geschlecht handelt es sich um eine Familie, deren Stammsitz Essen (um 975 Assini) bei Cloppenburg im Oldenburger Land war. Die Familie erscheint urkundlich erstmals 1492 mit dem Knappen Garlich von Essen. Dieser kaufte in jenem Jahr einen Hofteil von Gut Loy. Auf diesem Gut saß die Familie bis 1886.
Die männliche Stammfolge der Familie stellt sich wie folgt dar:
- Garlich von Essen (* um 1470), Knappe, verheiratet mit Grete
- Erich von Essen (* um 1500), verheiratet mit Heilwig
- Garlich von Essen (* um 1540; † 1606), verheiratet mit Sophie von Seggern († 1607)
- Erich von Essen (* um 1580; † 1628), verheiratet mit Gebbeke Hesterwege († 1652)
- Garlich von Essen (* um 1615; † 1666), verheiratet mit Anna Willers († 1660)
- Erich von Essen (1638–1705), verheiratet mit Almeth Hülstedt († 1734)
- Gerd von Essen (* um 1680; † 1754), verheiratet mit Gesche zum Diek († 1730)
- Gerdt von Essen (1717–1764), verheiratet mit Talke Bunjes (1719–1802)
- Gerdt von Essen (1743–1811), verheiratet mit Anna Röben (1745–1829)
- Johann Rudolph von Essen (1770–1853), verheiratet mit Hille Margarethe Bunjes (1768–1839)
- Johann Rudolph von Essen (1808–1879), verheiratet mit I. Helene Reimers (1805–1841) und II. Gertrud Sophie Margarethe Bargmann (1818–1899)
- Johann Rudolph von Essen (1837–1908), verheiratet mit Anna Schröder (1846–1913)

Der derzeitige Hauptsitz der Familie ist das Gut Essen im Ortskern von Rastede in unmittelbarer Nähe des Schlosses Rastede des Hauses Oldenburg.

## Persönlichkeiten
- Dieter von Essen (* 1962), Kommunalpolitiker (CDU), 2011–2019 Bürgermeister von Rastede

## Wappen
Ein Siegel im Domarchiv Osnabrück von 1355, das von Eberhard, Sohn des verstorbenen Andreas de Essene, stammt, zeigt drei (2:1) im Wappenbuch des Westfälischen Adels von Max von Spießen als Rosen angesprochene Blüten in Draufsicht. Bei Spießen fehlt die Tingierung und die Helmzier.

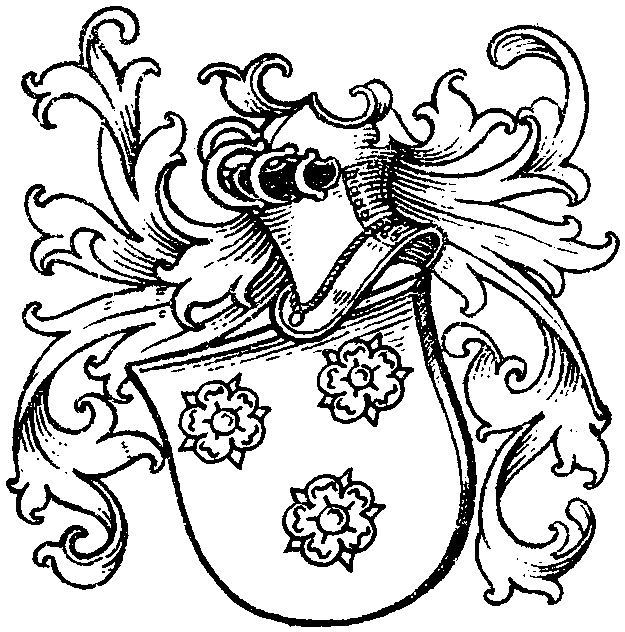
Wappen derer von Essen im Wappenbuch des Westfälischen Adels
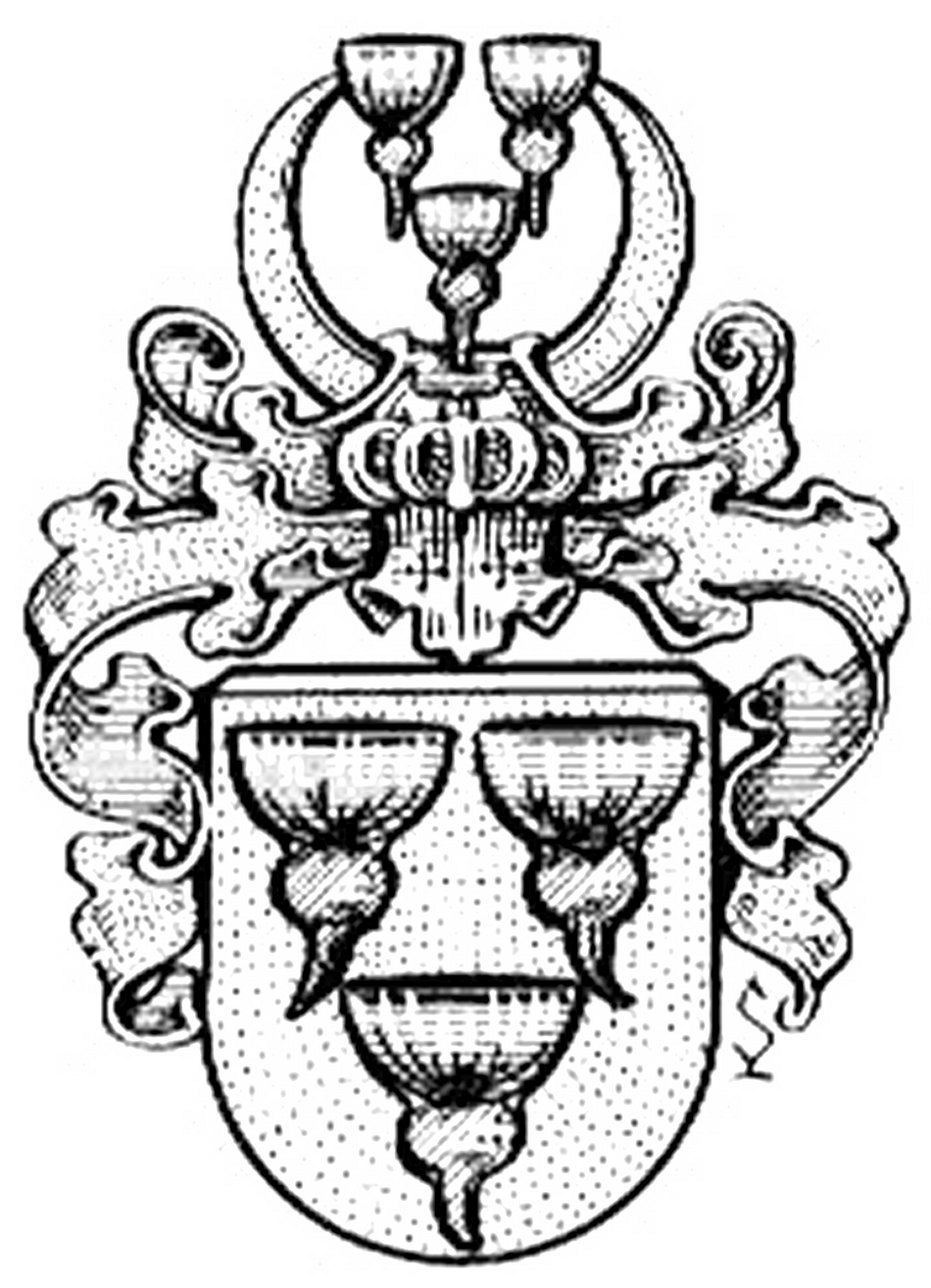
Wappen derer von Essen nach dem Siegel von 1689

Nach dem Fund des Siegels von Garlich von Essen vom 15. Januar 1689 mit einem vollständigen Wappen, werden die Blumen in der Familie als Kornblumen in Seitenansicht geführt. Die Farben überlieferte Pastor Siebrand Meyer (um 1750) als blau auf Gold. Danach ergibt sich folgende Blasonierung des Wappens von 1689: In Gold drei (2:1) blaue Kornblumen mit grünen gestielten Fruchtknoten. Auf dem Helm die drei Kornblumen zwischen zwei goldenen Büffelhörnern. Die Helmdecken sind blau-golden.
Das Wappen findet sich in den Wappenfenstern des Gutshauses Loy und des Sitzungssaales der Landwirtschaftskammer Oldenburg von 1911.